# 1. PBC Neuwerk
Der 1. PBC Neuwerk (offiziell: 1. PBC Mönchengladbach/Neuwerk e.V.) ist ein 1970 gegründeter Poolbillardverein aus Mönchengladbach.

## Geschichte
| Platzierungen (seit 2009) | Platzierungen (seit 2009) | Platzierungen (seit 2009) |
| Saison                    | Liga (Spielklasse)        | Platz                     |
| ------------------------- | ------------------------- | ------------------------- |
| 2009/10                   | Oberliga Niederrhein (4)  | 5                         |
| 2010/11                   | Oberliga Niederrhein (4)  | 2                         |
| 2011/12                   | Oberliga Niederrhein (4)  | 1                         |
| 2012/13                   | Regionalliga West (3)     | 3                         |
| 2013/14                   | Regionalliga West (3)     | 1                         |
| 2014/15                   | 2. Bundesliga Süd (2)     | 2                         |
| 2015/16                   | 1. Bundesliga (1)         | 8                         |
| 2016/17                   | 2. Bundesliga Nord (2)    | 3                         |

1966 wurde in der Gaststätte Haus Krahe in Mönchengladbach-Neuwerk der Billard Verein Haus Krahe gegründet. Dieser wurde 1970 Mitglied des Billard-Verbands Niederrhein und in 1. PBC Mönchengladbach/Neuwerk e.V. umbenannt.
Zwei Jahre später gewann er die Deutsche Meisterschaft. 1974 stieg der 1. PBC Neuwerk in die Oberliga auf. Dort erreichte er 1978 den zweiten Platz.
1994 wechselte der Verein in den Billard-Verband Mittelrhein, bei dem er 1999 in die Oberliga aufstieg und in dieser 2006 Zweiter wurde.
2008 wechselte man wieder in den Billard-Verband Niederrhein.
In der Oberliga Niederrhein wurde der Verein 2010 Fünfter und 2011 Zweiter. 2012 gelang ihm der Aufstieg in die Regionalliga, in der er 2013 den dritten Platz erreichte und 2014 mit nur einer Niederlage in die 2. Bundesliga aufstieg. Dort kam man in der Saison 2014/15 hinter der zweiten Mannschaft von Fortuna Straubing auf den zweiten Platz und stieg damit in die 1. Bundesliga auf. In der ersten Liga holte der 1. PBC Neuwerk in der Saison 2015/16 lediglich vier Punkte; am neunten Spieltag gelang ein Unentschieden gegen den BC Oberhausen, am elften Spieltag gewann man mit 5:3 gegen den 1. PBC Hürth-Berrenrath. Als Achtplatzierter stieg der Verein in die 2. Bundesliga ab.
1975 erreichte Karl-Heinz Lüttgens als Spieler des 1. PBC Neuwerk den zweiten Platz bei der deutschen Meisterschaft. Tobias Bongers wurde 2012 Vizeweltmeister der Junioren. 2014 wurde mit Sascha Jülichmanns erstmals ein Mitglied des Vereins Deutscher Meister.

### Zweite Mannschaft
| Platzierungen (seit 2010) | Platzierungen (seit 2010)    | Platzierungen (seit 2010) |
| Saison                    | Liga (Spielklasse)           | Platz                     |
| ------------------------- | ---------------------------- | ------------------------- |
| 2010/11                   | Verbandsliga Niederrhein (5) | 2                         |
| 2011/12                   | Verbandsliga Niederrhein (5) | 4                         |
| 2012/13                   | Oberliga Niederrhein (4)     | 6                         |
| 2013/14                   | Oberliga Niederrhein (4)     | 3                         |
| 2014/15                   | Oberliga Niederrhein (4)     | 2                         |
| 2015/16                   | Oberliga Niederrhein (4)     | 1                         |
| 2016/17                   | Regionalliga                 | 4                         |

Die zweite Mannschaft des 1. PBC Neuwerk stieg 2012 in die Oberliga Niederrhein auf, in der sie ein Jahr später mit dem sechsten Platz nur knapp den Klassenerhalt schaffte. In der Saison 2013/14 erreichte sie den dritten Platz.

## Aktuelle und ehemalige Spieler
(Auswahl)
| - Ivo Aarts - Huidji See - Kevin Becker - Sascha Rath - Harald Besancon - Jürgen Bittner - Tobias Bongers - Michael Helten - Thomas Hölters | - Sascha Jülichmanns - Karl-Heinz Lüttgens - Martin Steinlage - Frank Strerath - Thomas Tomaszik - Frank Wellers - Chantal Manske - Axel Gierden - Pawlos Karachatzidis |